# Oberster Gerichtshof von Norwegen

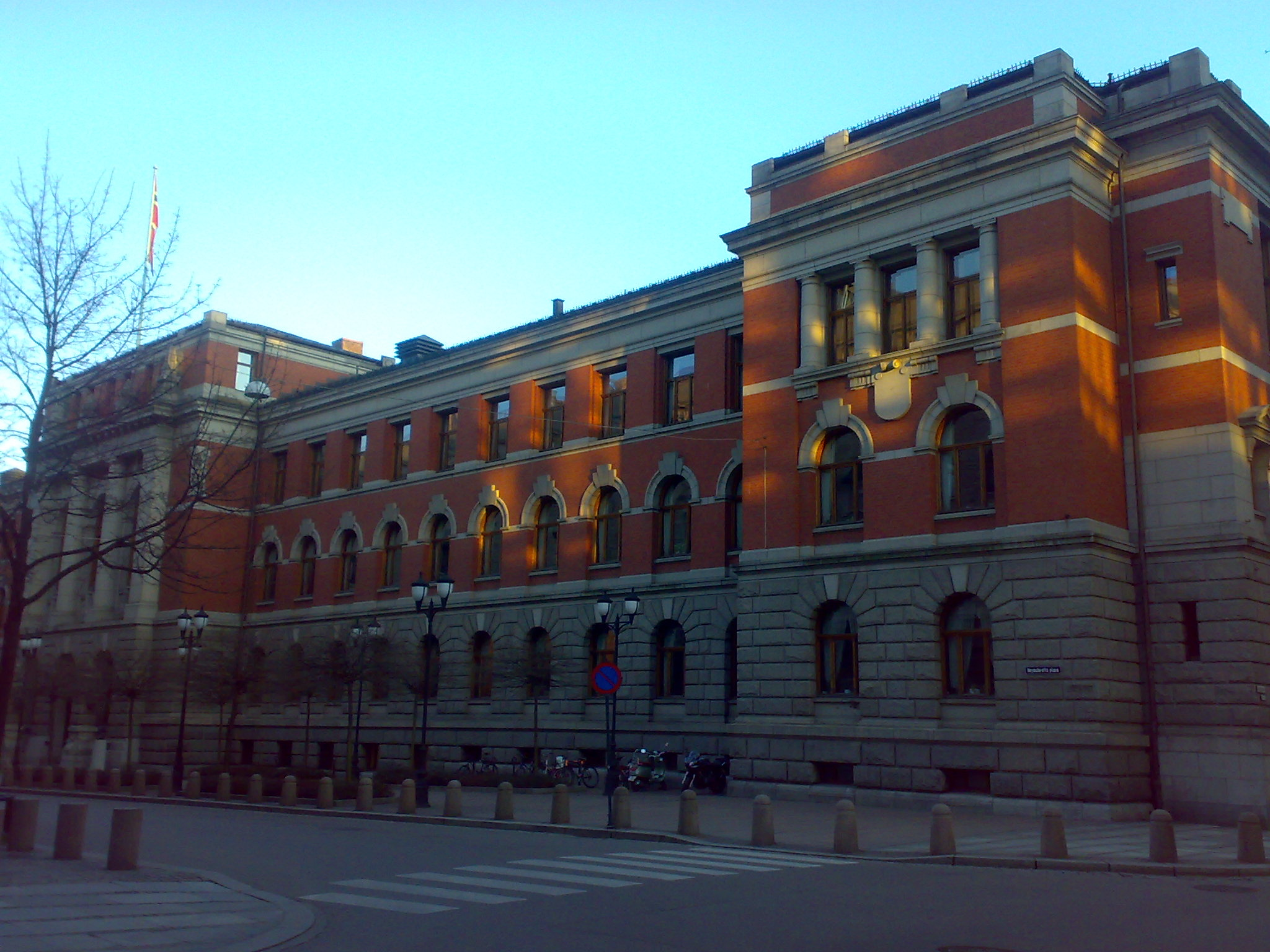
Das Gebäude des Obersten Gerichtshofs von Norwegen in Oslo

Siegel des Obersten Gerichtshofs 1815

Der Oberste Gerichtshof von Norwegen (Bokmål Norges Høyesterett, Nynorsk Noregs Høgsterett) in Oslo ist das Höchstgericht Norwegens und wurde 1815 gegründet. Grundlage dafür war Artikel 88 der Verfassung des Königreich Norwegens, welcher eine unabhängige Judikative vorschrieb. Neben der Funktion als letzte Instanz für zivil- und strafrechtliche Verfahren überprüft es außerdem die Rechtmäßigkeit des Handelns des Kabinetts sowie die Verfassungskonformität von Parlamentsentscheidungen.

## Funktion
Es ist das höchste Gericht Norwegens. In seiner Funktion als Berufungsgericht kann es erst über Fälle entscheiden, die vorher in Bezirksgerichten (Tingrett) oder Landgerichten (Lagmannsrett) verhandelt wurden. Dennoch hat der Oberste Gerichtshof das Vorrecht, selber zu entscheiden, welche Berufungsfälle es anhören will. Dies sind in der Regel Fälle von grundlegender Bedeutung, etwa zum Setzen rechtlicher Standards für die unteren Gerichte, aber auch für das Handeln des Obersten Gerichtshofs selbst.
Für norwegische Staatsbürger besteht kein Recht auf Anhörung durch den Obersten Gerichtshof, da die Annahme gilt, dass der universelle Menschenrechtsartikel auf ein faires Gerichtsverfahren durch die unteren Gerichte erfüllt wird.

## Gliederung
Der Oberste Gerichtshof wird von einem Obersten Richter geleitet, der 20 Richtern vorsteht. Aktueller Oberste Richterin ist seit 2016 Toril Marie Øie.
Ein Komitee aus drei Richtern entscheidet, welche Fälle verhandelt werden sollen. Dasselbe Komitee entscheidet auch über Verfahrensfragen angefochtener Entscheidungen unterer Gerichte.
Ein normaler Fall des Obersten Gerichtshofs wird durch fünf Richter entschieden. Der Oberste Richter kann jedoch verfügen, dass alle Richter den Fall anhören. Ein solches Plenum behandelt meist fundamentale Fragen oder Fälle, welche die eigenen Präzedenzen verändern könnten.